# 聚寶盆 (小說)
《聚寶盆》是一部衛斯理系列中的小説，由香港科幻小説家倪匡所寫，系列編號23，跟《狐變》一同出版。

## 故事大綱
《聚寶盆》故事主題環繞明朝初年富商沈萬三的聚寶盆展開。描述聚寶盆是外星人留下來的立體複印機。能複製貴金屬。此之所以聚寶盆能複製金銀財寶的原因。科學家王正操在現代企圖完成「3D立體複印技術」卻屢屢失敗。為此他在前往南京聚寶門追查聚寶盆碎片下落時不知所終。

## 故事內容

### 隱居郊外的科學家
郭幼倫跟女友蔡美約到郊外野餐，天氣由晴轉雨到了王正操家避雨，知他是出名科學家。躲在郊外潛心研究。企圖跟他拉關係。雨停了兩人卻被趕出來。

### 聚寶盆是立體複製機
後來郭佑倫跟他哥小郭說及此事，小郭又轉告衛。衛好奇心起，訪王正操博士遭拒絕。後衛在古董店再遇王，知他找更多的聚寶盆碎片。

### 聚寶盆的碎片
衛由古董店老闆找到賣主石文通，再找到另一碎片的擁有者韋應龍，買了。衛找王正操，留下碎片。原來碎片像精密儀器的一部分，王說那是「太陽能立體金屬複製機」，即聚寶盆。可能是外星人留下來的。

### 南京聚寶門
後衛斯理由石文通口中得知，其餘兩片可能在南京聚寶門，而王往南京聚寶門尋找碎片下落，不知所終。

## 廣播劇
- 香港商業電台以粵語於1988年星期一至五，每日下午三時正播出《聚寶盆》廣播劇，合共6集。為商台衛斯理廣播劇系列第卅三個故事。 
  - 監製：金貴
  - 改編：唐寧
  - 配音
    - 朱子聰 飾演 衛斯理
    - 錢佩卿 飾演 白素
    - 甄錦華 飾演 小郭
    - 金　剛 飾演 王正操
    - 盧　雄 飾演 石文通
    - 吳忠泰 飾演 郭幼倫
    - 吳惠玲 飾演 蔡美約
    - 馬淑逑 飾演 石太太
    - 李　錦 飾演 韋應龍
    - 金　貴 飾演 陸老闆(古玩店老闆.原著為劉老闆)
    - 李　錦 飾演 華哥(古玩店店員)

| 前任者： 022 蠱惑、再來一次 | 衛斯理系列（按編號） 023 狐變、聚寶盆                  | 繼任者： 024 老貓 |
| 前任者： 環                 | 衛斯理系列（按連載時序） 1970年12月27日至1971年1月30日 | 繼任者： 雨花台石 |